# Chlorotettix tessellatus
Chlorotettix tessellatus är en insektsart som beskrevs av Delong 1980. Chlorotettix tessellatus ingår i släktet Chlorotettix och familjen dvärgstritar. Inga underarter finns listade i Catalogue of Life.